# کمپ سوویفت، تگزاس
کمپ سوویفت (به انگلیسی: Camp Swift) یک منطقهٔ مسکونی در ایالات متحده آمریکا است که در شهرستان بستراپ، تگزاس واقع شده‌است. کمپ سوویفت ۳۱٫۴ کیلومتر مربع مساحت و ۶٬۳۸۳ نفر جمعیت دارد و ۱۳۴ متر بالاتر از سطح دریا واقع شده‌است.